# American Music Award в номинации «Новый артист года»
Награда American Music Award за Новый артист года вручается с 2004 года. Предыдущие названия: Favorite Breakthrough Artist (2004) и Breakthrough Artist (2005—2010).

## 2010-е

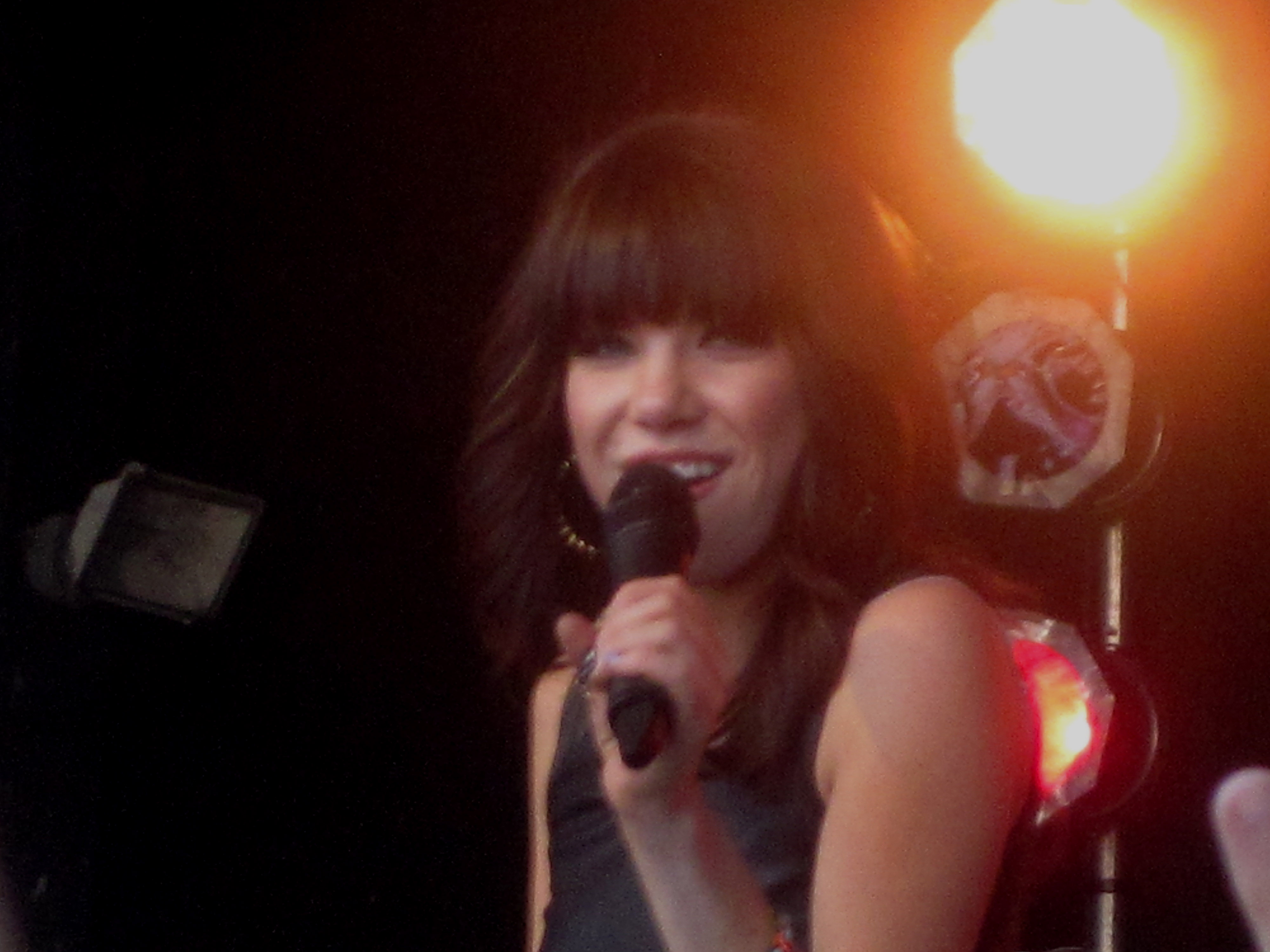
Карли Рэй Джепсен, победитель 2012 года

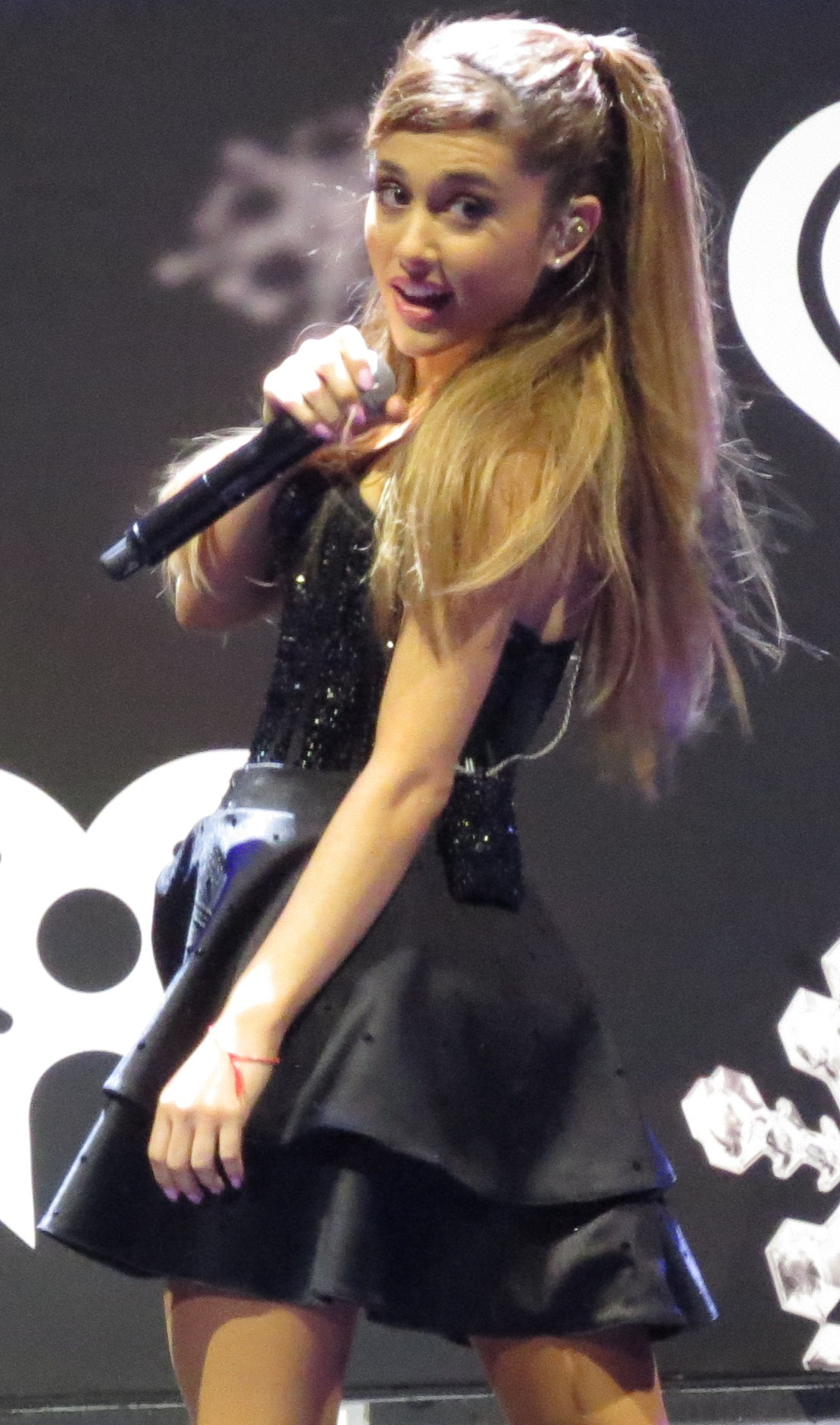
Ариана Гранде, победитель 2013 года

- American Music Awards 2013[5]
  -  Ариана Гранде
    - Florida Georgia Line
    - Imagine Dragons
    - Macklemore и Райан Льюис
    - Филлип Филлипс
- American Music Awards 2012
  -  Карли Рэй Джепсен
    - One Direction
    - J. Cole
    - fun.
    - Готье
- American Music Awards 2011
  -  Hot Chelle Rae
    - The Band Perry
    - Мигель
    - Уиз Халифа
- American Music Awards 2010
  -  Джастин Бибер
    - B.o.B
    - Тайо Крус
    - Джейсон Деруло
    - Кеша

## 2000-е
- American Music Awards 2009
  -  Gloriana
    - Кери Хилсон
    - Кид Кади
    - Леди Гага
- American Music Awards 2008
  -  Jonas Brothers
    - Колби Кэйллат
    - Flo Rida
    - Paramore
    - The-Dream
- American Music Awards 2007
  -  Daughtry
    - Plain White T's
    - Робин Тик
- American Music Awards 2006
  -  Кэрри Андервуд
    - Chamillionaire
    - The Pussycat Dolls
- American Music Awards 2005
  -  Sugarland
    - The Killers
    - Джесси Маккартни
    - Джордан Кэхилл
- American Music Awards 2004
  -  Гретхен Уилсон
    - Maroon 5
    - Канье Уэст